# 4981 Синявська
4981 Синявська (4981 Sinyavskaya) — астероїд головного поясу, відкритий 12 листопада 1974 року.
Тіссеранів параметр щодо Юпітера — 3,290.